# Nabu-šuma-iškun (Marduk-apla-iddina II.)
Nabu-šuma-iškun war der Name des Sohnes des babylonischen Königs Marduk-apla-iddina II. Er gehörte zum Chaldäerstamm von Bit Jakin. Nach der Schlacht bei Ḫalule wurde er 691 v. Chr. von den Truppen des Sanherib verhaftet und nach Assyrien gebracht.